# Лексингтон (Вирџинија)
Лексингтон (енгл. Lexington) град је у америчкој савезној држави Вирџинија. По попису становништва из 2010. у њему је живело 7.042 становника.

## Демографија
Према попису становништва из 2010. у граду је живело 7.042 становника, што је 175 (2,5%) становника више него 2000. године.
|                   | 2010.          | 2000.          |
| Укупно            | 7 042 (100,0%) | 6 867 (100,0%) |
| Белци             | 5 807 (82,46%) | 5 837 (85,00%) |
| Остали            | 749 (10,64%)   | 76 (1,107%)    |
| Хиспаноамериканци | 271 (3,848%)   | 109 (1,587%)   |
| Азијати           | 155 (2,201%)   | 132 (1,922%)   |
| Афроамериканци    | 60 (0,852%)    | 713 (10,38%)   |